# トリスウイスキー
トリスウイスキー（Torys Whisky）は、サントリー（二代目法人、旧・サントリーBWS/サントリースピリッツ/サントリービール/サントリー酒類〈二代目法人〉/サントリーワインインターナショナル）が製造・販売する国産ブレンデッドウイスキーのブランド一つである。サントリーホールディングスの登録商標（第667200号他）。
本項ではトリスの基本形となるウイスキーを中心に、同シリーズに属するリキュール、およびハイボール等のRTD系缶入り・瓶入りアルコール飲料についても便宜上、記述する。
発売以来中身は改良を重ねており、1989年（平成元年）3月以前の酒税法改正（ウイスキーの等級廃止）前まではモルト・ウイスキーとグレーン・ウイスキー、スピリッツ（ブレンド用アルコール）のブレンドであり、モルト使用率も極めて低かったが、1989年4月以降の酒税法改正後の製品よりモルト・ウイスキーとグレーン・ウイスキー、ブレンド用グレーンスピリッツ（ベビーグレーン）をブレンドしたブレンデッドウイスキーに変更された（ブレンド用グレーンスピリッツを除くほとんどの原酒に海外産のものを使用しており、いわゆる「ワールドブレンデッドウイスキー」または「ジャパンメイドウイスキー」に属する）。戦後の洋酒ブームの火付け役となった廉価系国産ウイスキーの代表的存在としてその名を知られている。なお、2025年（令和7年）現在はシリーズ売れ筋となる缶入りハイボール『トリスハイボール缶』を主流かつ、瓶入り・ペットボトル入りウイスキー『トリス〈クラシック〉』を傍流に据えたラインアップを展開している。

## 歴史
壽屋（サントリーの元の社名）の創業者である鳥井信治郎は1907年（明治40年）に発売した赤玉ポートワインで同社の土台を築くと共に、さらなる洋酒を国内に広めるべくヒントを得ようと、海外からとあるウイスキー原酒を購入した。しかしそれはウイスキー原酒とは名ばかりの粗悪な模造アルコールといえる代物で、売り物にはならないため葡萄酒用の樽に入れて放置していた。数年後、原酒は琥珀色に熟成し、鳥井はそれがウイスキーであることを確信（現在の基準ではウイスキーとは認められない）、この原酒を水などとブレンドしてアルコール度を調整し「トリス」と名付けて売り出したところまたたく間に売り切れた。この成功を機に、鳥井は国産初のウイスキー製造に乗り出す決意を固め、1923年（大正12年）、京都と大阪の境、山崎に蒸溜所の竣工に踏み切った。
現在に続くトリスウイスキーとしての発売は、戦後すぐの1946年である。当初は原酒を5%入れていた3級ウイスキー（後の2級ウイスキー）として登場したが、徐々に原酒の配合割合が上げられ、やがて10%に引き上げられて2級ウイスキー（後の1級ウイスキー）として発売されている。高級なウイスキーの税率が現在よりも高かった当時でも、比較的安価だったため大衆の人気を得、比較的社会が豊かになった後も若者を中心に人気を博した。酒税法改正のあった1989年まではモルト原酒にグレーン・ウイスキーのほかブレンド用アルコール（廃糖蜜から作られた安価なスピリッツ）を混和していたが、酒税法改正によりウイスキーの等級制が廃止され税率が統一されたのを機会にモルト原酒率は変わらないものの、ブレンド用アルコールの混和が廃止され、同社のウイスキーで最も安価なウイスキーであることに変わりはないものの、品質が大幅に向上した。
ウイスキーメーカーとしてのサントリーの原点となる洋酒であり、またロングセラーのブランドとして重視されている。従来は、1960年代に若者であった層に愛飲者が多かったが、2003年にラインナップを一新したことにより、新たな若者層にも愛飲者を拡大させている。
さらに2009年頃からのハイボールブームに乗る形で、2010年9月にこれまでのラインナップを刷新し、よりハイボールに合うキレのある味わいに仕上げた「トリス<エクストラ>」と同製品をベースにした「トリスハイボール缶」を発売した。この「トリスハイボール缶」は発売以降、通常品の他に季節限定品やエリア限定品を中心に、様々なフレーバーが登場するようになった。
2015年9月には「トリス〈ブラック〉」の事実上の後継商品となる「トリス〈クラシック〉」が発売された。この「トリス〈クラシック〉」はブレンドのキーモルトとして用いたモルト原酒にはシェリー樽で熟成されたオイリーな香味の白州産のモルト原酒が用いられ、シェリー樽モルトのスパニッシュオークに由来する熟成香を生かしつつ、オイリーな白州モルトが淡い香味ながらもボディに厚みを与えた結果、奥行きと立体感のあるバランスの良いブレンドと香味に仕上げられた。

## 年表
- 1919年（大正8年） - 最初の「トリスウヰスキー」が発売される。初代トリスは、果実酒から作られたもので、現在の酒税法ではブランデーとしての扱いになる。
- 1946年（昭和21年） - 一般向けの三級ウイスキー（後に二級ウイスキーへ変更）「トリスウヰスキー」（二代目）が発売される。
- 1949年（昭和24年） - トリスウイスキーの広告が掲載されるようになる。
- 1951年（昭和26年） - デキャンター仕様の贈答用二級ウイスキー「デルクス トリスウイスキー」が発売される（1967年(昭和42年)発売終了）。
- 1958年（昭和33年） - イメージキャラクターアンクルトリス（デザイン：柳原良平）が発表される。
- 1960年（昭和35年） - 業界初の缶入り（RTD）ハイボール「トリスウイスタン」発売。180ml・アルコール12%、60円。洋酒の寿屋（現・サントリーホールディングス）創業60周年記念商品であった。
- 1989年（平成元年）4月 - 酒税法改正、およびウイスキーの等級廃止に伴い、トリスウイスキーのブレンドが大幅に変更される（それまでのスピリッツに代わり、新たにグレーンが含まれるようになった）。
- 1998年（平成10年）11月 - 2.7Lペットボトル・4Lペットボトルの大容量サイズ「でかトリス」を発売[2]。
- 1999年（平成11年）3月 - 640ml瓶・180mlポケット瓶・1920mlジャンボボトルのパッケージリニューアル（カタカナ表記が追加され、640ml瓶は瓶の高さが少し低くなる）[3]。
- 2000年（平成12年）7月 - 「でかトリス」の2.7Lペットボトルが環境配慮型に変更（取っ手部の廃止とタックラベルの採用）[4]。
- 2003年（平成15年）3月 - 「トリスウイスキー スクエア」を発売。当初は700ml瓶・2.7Lペットボトル・4Lペットボトルの3容量をラインナップしていたが[5]、翌月には180mlポケット瓶を[6]、同年11月には1.8Lペットボトルを[7]順次追加発売した。
- 2004年（平成16年）5月 - 「でかトリス」を刷新した「トリスウイスキー ブラック」を発売。2005年（平成17年）1月に640ml瓶と1800ml紙パックを追加[8]。
- 2010年（平成22年）9月 - これまでのラインナップから刷新した「トリス<エクストラ>」と、同製品を使用した「トリスハイボール缶」を発売。「トリス<エクストラ>」は700ml瓶・180mlポケット瓶・2.7Lペットボトルと、業務用の4Lペットボトル（業務用のみ同年8月に先行発売）の4サイズをラインナップする[9]。
- 2011年（平成23年）
  - 1月 - 「トリスハイボール缶」の500mlロング缶をコンビニエンスストアで先行発売[10]。同年3月から全業態に拡大。
  - 3月 - 「トリス<エクストラ>」に1920mlペットボトルを追加発売。
  - 5月 - 「トリス<エクストラ>」に300ml瓶を追加発売。本サイズのみ、「アンクルトリス」のイラストを前面に配した専用ラベルを採用している[11]。
  - 6月 - 「トリス<エクストラ>」をリニューアル（中身を変更したほか、300ml以外のサイズのラベルにも「アンクルトリス」のイラストが用いられ、700ml瓶はラベル下に矢来カットが施された）[12]。「トリスハイボール缶」に関しても、ベースがリニューアル品になり、「TORYS」のロゴが中央部の金帯の中に入る小変更が行われた。
  - 8月 - 「トリスハイボール缶」の「だんじり祭限定デザイン」を近畿地方の6府県限定・数量限定で発売[13]。
  - 9月 - 「トリスハイボール缶」をジンジャーエール風味に仕上げ、アルコール度数を5%（レギュラーは7%）に抑えた「トリスハイボール ジンジャー缶」を発売。[14]。
  - 12月 - 「トリスハイボール缶」をゆず風味に仕上げ、アルコール度数を5%（レギュラーは7%）に抑えた「トリスハイボール ゆず缶」を冬季限定発売[15]。
- 2012年（平成24年）
  - 2月 - 「トリスハイボール缶」をコーラ風味に仕上げ、アルコール度数を5%（レギュラーは7%）に抑えた「トリスハイボール コーラ&レモン缶」を春季限定発売[16]。
  - 6月 - 「トリスハイボール缶」のご当地ハイボール缶シリーズ第1弾となる「トリスハイボール 沖縄シークヮーサー缶」を夏季限定発売[17]。
  - 7月 - 前年に引き続き、「トリスハイボール缶（だんじり祭限定デザイン）」を近畿地方6府県限定・数量限定で発売[18]。
  - 8月 - 「トリス<エクストラ>」・「トリスハイボール缶」・「トリスハイボール ジンジャー缶」の中身・パッケージをリニューアル[19]。
  - 9月 - 「トリス<エクストラ>」を蜂蜜風味に仕上げ、アルコール度数を20%（トリス<エクストラ>は40%）に抑えた「トリスハニー」と、同商品を使用し、アルコール度数を3%（レギュラーは7%）に抑えた「トリスハイボール ハニー缶」（期間限定品）を発売[19]。
  - 12月 - 「トリスハイボール缶」のご当地ハイボール缶シリーズ第2弾として、三ヶ日町農業協同組合（JAみっかび）との協力により、みかん風味に仕上げ、アルコール度数を5%（レギュラーは7%）に抑えた「トリスハイボール 三ヶ日みかん缶」を冬季限定発売[20]。
- 2013年（平成25年）
  - 4月
    - 「トリス<エクストラ>」にアッサム茶葉を使用した紅茶を加えたウイスキーベースのリキュール「トリス スウィートティー」を発売[21]。
    - 「トリスハイボール コーラ缶」を春季限定発売。本品は前年に春季限定で発売された「トリスハイボール コーラ&レモン缶」のリニューアル品である[22]。

  - 5月 - 「トリスハイボール缶」をパイン風味に仕上げ、アルコール度数を5%（レギュラーは7%）に抑えた「トリスハイボール パイン缶」を夏季限定発売[23]。
  - 7月 - 「トリスハイボール缶」をラムネ風味に仕上げ、アルコール度数を5%（レギュラーは7%）に抑えた「トリスハイボール ラムネ味缶」を夏季限定発売[24]。
  - 10月 - 「トリスハイボール缶」をぶどう風味に仕上げ、アルコール度数を5%（レギュラーは7%）に抑えた「トリスハイボール ぶどう缶」を秋季限定発売[25]。
  - 11月 - 瀬戸内ブランド推進連合との協力のもと、「トリスハイボール缶」に広島県産レモンと徳島県産すだちを加え、アルコール度数を5%（レギュラーは7%）に抑えた「トリスハイボール 瀬戸内すだちレモン缶」を瀬戸内エリア7県[注釈 1]で数量限定発売[26]。
- 2014年（平成26年）
  - 2月 - 「トリスハイボール缶」を梅風味に仕上げ、アルコール度数を5%（レギュラーは7%）に抑えた「トリスハイボール 梅缶」を春季限定発売[27]。
  - 3月 - 「トリスハイボール缶」をリニューアル（レモンの風味を強化し、パッケージを変更）[28]。
  - 4月 -
    - 前年に発売された「トリスハイボール コーラ缶」をパッケージリニューアルし、春季限定で再発売[29]。
    - 瀬戸内ブランド認定製品として、「トリスハイボール缶」に愛媛県産いよかんを加え、アルコール度数を5%（レギュラーは7%）に抑えた「トリスハイボール 瀬戸内いよかん缶」を瀬戸内エリア7県で数量限定発売すると同時に、「トリスハイボール缶（350ml）」の「瀬戸内デザイン缶」も瀬戸内エリア7県で発売[30]。

  - 5月 - 「トリスハイボール缶」をレモンスカッシュ風味に仕上げ、アルコール度数を5%（レギュラーは7%）に抑えた「トリスハイボール レモンスカッシュ缶」を季節限定発売[31]。
  - 6月 - 「トリスハイボール缶<ラムネ味>」を夏季限定発売。本品は前年に夏季限定で発売された「トリスハイボール ラムネ味缶」の後継製品である[32]。
  - 7月 - 「トリスハイボール缶」をガラナ風味に仕上げ、アルコール度数を5%（レギュラーは7%）に抑えた「トリスハイボール缶<ガラナ味>」を北海道で数量限定発売[33]。
  - 8月 - 「トリスハイボール缶」をパッケージリニューアル。さらに、春季限定品として発売されていた「トリスハイボール コーラ缶」のアルコール度数を「トリスハイボール缶」と同じ7%に引き上げ、炭酸ガス圧を高めて「トリスハイボール缶<コーラ>」にリニューアルし、秋季限定発売[34]。
  - 10月 - 瀬戸内ブランド認定製品として、「トリスハイボール缶」に徳島県産ゆずを加え、アルコール度数を5%（レギュラーは7%）に抑えた「トリスハイボール缶<ゆず>」を冬季限定発売[35]。
  - 11月 -
    - 瀬戸内ブランド認定製品として、「トリスハイボール缶」に香川県産キウイを加え、アルコール度数を5%（レギュラーは7%）に抑えた「トリスハイボール缶<瀬戸内キウイ>」を瀬戸内エリア7県で数量限定発売[36]。
    - 「トリスハイボール缶」に鹿児島県産ボンタンを加え、アルコール度数を5%（レギュラーは7%）に抑えた「トリスハイボール缶<鹿児島ボンタン>」を九州地区で数量限定発売[37]。

  - 12月 - 「トリスハイボール 三ヶ日みかん缶」をパッケージリニューアル・改名した「トリスハイボール缶<三ヶ日みかん>」を東海・北陸地区で数量限定発売[38]。
- 2015年（平成27年）
  - 1月 - 「トリスハイボール缶」のアルコール度数をレギュラーよりも高めの9%に設定した「トリスハイボール缶 9%<キリッと濃いめ>」を数量限定で発売[39]。
  - 3月 - 「トリスハイボール缶」を辛口のジンジャー風味に仕上げた「トリスハイボール缶<DRYジンジャー>」を発売[40]。
  - 4月 - 2013年11月に発売した「トリスハイボール 瀬戸内すだちレモン缶」をパッケージリニューアル・改名した「トリスハイボール缶<瀬戸内すだち&レモン>」を瀬戸内エリア7県で数量限定発売[41]。
  - 5月 - 「トリスハイボール缶」をオレンジ風味に仕上げた「トリスハイボール缶<ビターオレンジ>」を初夏限定発売[42]。
  - 6月 - 「トリスハイボール缶」をレモンとライム風味に仕上げ、アルコール度数を6%（レギュラーは7%）に抑えた「トリスハイボール缶<レモン&ライム>」を夏季限定発売[43]。
  - 8月 - 1月に数量限定で発売した「トリスハイボール缶 9%<キリッと濃いめ>」をパッケージリニューアルして通年製品に移行[44]。
  - 9月15日 - 「トリス<エクストラ>」以来、5年ぶりの新ラインナップとして、20 - 30代のカジュアルユーザー（ライトユーザー）をターゲットにアルコール度数を37%に設定した黒のパッケージの「トリス<クラシック>」を発売[45]。
  - 11月 - 「トリスハイボール缶」をゆず風味に仕上げ、アルコール度数を6%（レギュラーは7%）に抑えた「トリスハイボール缶<香るゆず>」を冬季限定発売[46]。
- 2016年（平成28年）
  - 1月 -
    - 前年4月に発売した「トリスハイボール缶〈瀬戸内すだち&レモン〉」をパッケージリニューアルし、販売エリアを全国に拡大して期間限定発売[47]。
    - 「トリスハイボール缶」をパッケージリニューアル[48]。

  - 3月 - 「トリスハイボール缶9%〈キリッと濃いめ〉」を「トリスハイボール缶〈キリッと濃いめ〉」に改名し、パッケージリニューアル[48]。
  - 4月 - 2014年4月に発売した「トリスハイボール コーラ缶」を全面リニューアルした「トリスハイボール缶〈コーラハイ〉」を春季限定で発売[49]。
  - 6月 - 「トリス〈エクストラ〉」・「トリス〈クラシック〉」共に設定されている4Lペットボトルを、取っ手を無くす代わりに中央に深いグリップ部を配することで軽量化した新型ペットボトルへ切替[50]。
  - 7月 - 前年6月に発売した「トリスハイボール缶〈レモン&ライム〉」をリニューアルし、夏季限定で再発売[51]。
  - 9月 - 「トリスハイボール缶〈キリッと濃いめ〉」をデザインリニューアル。翌月にコンビニエンスストア限定で500ml缶を追加発売[52]。
  - 12月 - 「トリス〈クラシック〉」を順次リニューアル[53]。ラベルの意匠を変更のほか、新たに1.8L入りのペットボトルを追加した（ただし1.8L入りペットボトルは2017年(平成29年)2月14日以降順次発売）。
- 2018年（平成30年）
  - 4月10日 - 「トリスハイボール缶」、および「トリスハイボール缶〈キリッと濃いめ〉」を順次リニューアル。同時に「トリスハイボール缶〈コーラハイ〉」を春季限定として全国発売。
  - 7月24日 - 「トリスハイボール缶〈夜風のトニック〉」を全国のローソン、 およびナチュラルローソンで数量限定発売。
  - 10月30日 - 「トリスハイボール缶〈ピールレモン〉」を全国のファミリーマート、 およびサークルK・サンクスで数量限定発売。
- 2019年（平成31年）
  - 2月12日 - 「トリスハイボール缶 〈ビターオレンジ〉」を全国で数量限定発売。同時に「トリス〈クラシック〉」の700ml入りボトルの意匠を変更。ボトル前面下部に「"1946"」、ボトル背面上部に「SUNTORY」の文字が入ったレリーフが用いられた。ただしラベルの意匠はほぼ変更なし。
  - 3月26日 - 「トリス〈エクストラ〉」を順次リニューアル。ラベルの意匠を変更（アンクルトリスの採用廃止）のほか、ブレンドとして新たにバーボン樽原酒を加えることでまろやかな味わいに仕上げた。
- 2021年（令和03年）
  - 2月9日 - 「トリスハイボール缶」、および「トリスハイボール缶〈キリッと濃いめ〉」（後に「トリスハイボール缶〈美味しい濃い目〉」に改称）をリニューアル。
- 2022年（令和04年）
  - 6月8日 - 「トリス〈クラシック〉」をリニューアル。ラベルの意匠を変更（アンクルトリスの採用）。ただし、ブレンド自体は変更なし。
- 2024年（令和06年）
  - 3月末 - 業務用を含む「トリス〈エクストラ〉」が既存の「トリス〈クラシック〉」に統合される形で販売終了。
  - 8月27日 - 「トリス〈クラシック〉」シリーズ初の横展開商品「トリスクラシック〈フルーティアロマ〉」を数量限定発売。
- 2025年（令和07年）
- 2月18日 - 「トリスハイボール缶」、」および「トリスハイボール缶〈美味しい濃い目〉」をリニューアル。
- 4月22日 - 既存の「トリスハイボール缶」を基にアルコール分を4%に抑えた「トリスハイボール缶〈やわらか〉」を発売（予定）。

## その他

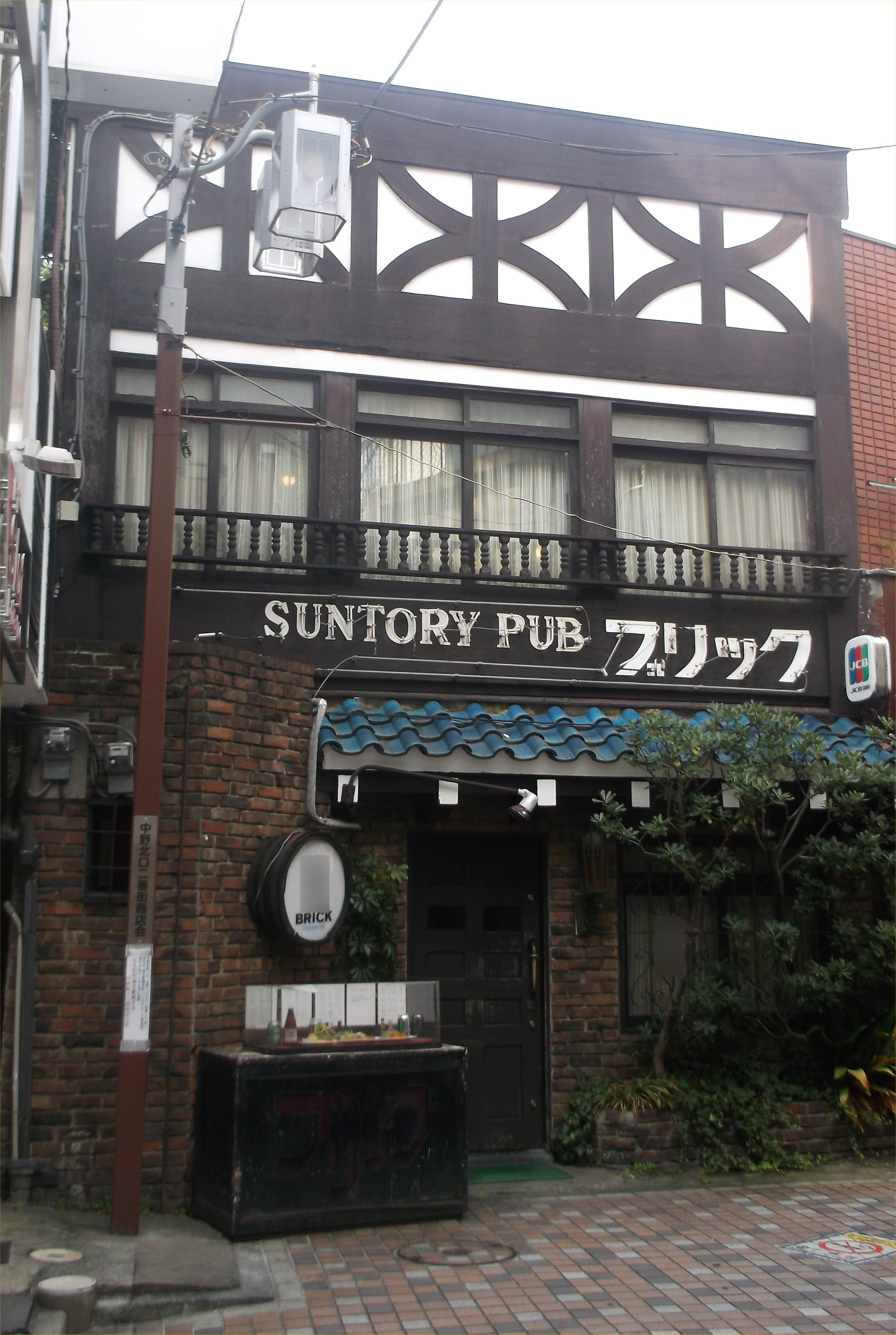
トリスバーのひとつサントリーパブ「ブリック」（東京都中野区中野駅前）

- 語源のTorysとは、鳥井信冶郎の名に由来し、「鳥井の」という意味を持つ。しかし、最初に発売されたトリスは、模造ウイスキーに近いような品質であったことや、またウイスキー自体が麦を仕込んで、原酒を寝かせてから、発売されるまでに時間が掛かることもあり、戦前に「トリス」の名を冠された製品は、主に紅茶やカレー粉など、ウイスキーとは違うものにブランド名として付けられていた。1946年（昭和21年）、敗戦直後の混乱期の中で、出どころの知れない粗悪なアルコール類を牽制すべく、ようやくブレンデッド・ウイスキーとしてのトリスウイスキー[注釈 2]が誕生することになる。
- 1950年（昭和25年）頃に「うまい」「安い」のキャッチフレーズで発売開始。現在でも根強い人気がある。また、柳原良平がデザインしたイメージキャラクター「アンクルトリス」は、中年の男性をユーモラスに表現したキャラクターで、1960年代の酒類の広告キャラクターの中でも認知度が一番高い。近年、トリススクエアの販売で再び、テレビに登場したのに続き、2010年（平成22年）には「トリス<エクストラ>」のCMで女優の吉高由里子と“共演”したバージョンが製作された[注釈 3]。トリスエクストラ及びトリスハイボール缶のCMソングには、往年のバラエティ番組『ドリフ大爆笑』（フジテレビ系）のテーマソング（元歌は『隣組』。たかしまあきひこ編曲）の替え歌で「ド・ド・ドリフの…」の部分を「ト・ト・トリスの…」と替えている。2015年（平成27年）には「トリス<クラシック>」のTVCMにも「アンクルトリス」が登場しているが、イメージキャラクターが「トリス〈ハイボール缶〉」や「トリス<エクストラ>」の時とは異なり、初めて酒のTVCMに出演する東出昌大が新たに起用[54]され、バーテンダー役として柄本明も出演した[55]。2016年（平成28年）12月以降の「トリス〈クラシック〉」のリニューアルではCMキャラクターを吉高由里子と馬場裕之（ロバート）に変更し、同CMの使用曲として加山雄三の大ヒット曲『君といつまでも』のインストゥルメンタルバージョンが起用（『君とトリスといつまでも』篇）。2017年（平成29年）2月7日より順次オンエアされた。2021年（令和3年）2月以降の「トリス〈ハイボール缶〉」のリニューアルではCMキャラクターとして既に続投中の吉高由里子のほか、新たに近藤春菜（ハリセンボン）を起用した。2022年（令和4年）6月以降の「トリス〈クラシック〉」のリニューアルではCMキャラクターが再び吉高由里子のみとなり、同CMの使用曲として堂島孝平の楽曲『葛飾ラプソディー〈トリスVer.〉』（歌唱は元歌同様、堂島孝平が担当）が起用された。なお、2025年（令和7年）2月14日より、CMキャラクターがこれまでの吉高由里子に代わり、女優の永野芽郁が起用され、同CMの使用曲としてYUKAの楽曲『お料理行進曲』の替え歌『ハイボール行進曲』（歌唱は元歌同様、YUKAが担当）が起用された[56]。CMキャラクターが変わるのは、2010年以来約15年ぶりとなった[57]が、諸般の事情により同年5月上旬を以て急遽、CMキャラクターを降板した。
- また、トリスを中心に、サントリーが製造販売しているウイスキーを出す、ウイスキーバーは愛称トリスバーと呼ばれ、気軽な値段の庶民酒場として1960年代を中心に人気を博した。最盛期に比べると、数は減少したものの、現在も各地で営業を続けている。「トリハイ」と呼ばれる、トリスウィスキーを使用したハイボールが人気メニューのひとつであり、食事のメニューはややクラシックな洋食が中心となっている。
- トリスのハイボールは、先述のように「トリハイ」と呼ばれることが多いが、東京では「Tハイ」と呼ばれていた[58]。
- 1955年（昭和30年） - 1962年（昭和37年）には、後楽園球場のレフトフェンス（ポール付近）に「トリスウ井スキー（後にトリスウイスキーに変更）」の広告が登場、テレビ放送の草創期であることも相俟って、プロ野球テレビ中継において一塁側スタンド上のカメラがレフトへ飛んだ打球を追う度トリスの文字が映し出され、大きな宣伝効果をもたらした。なお、1963年（昭和38年）からは、新発売された「サントリービール〈純生〉」に取って代わられたが、こちらも東京ドーム開場初期まで続いた。
- 1961年（昭和36年）には、「トリスを飲んでHawaiiへ行こう!」というCMが放送された。これは、トリスウィスキーを購入すると抽せん券が同封されており、当せん者は所定のあて先に応募すると、ハワイ旅行の資金（100万円の積立預金証書）が贈呈されるというものだった[59]（当時は、まだ一般市民の海外渡航には制約があったため）。1964年（昭和39年）に、海外旅行の自由化がなされ実施されたものの、実際に旅行に行った人は100名の当選者のうち、たったの4名で、当選者のほとんどは預金証書を一切旅行に使わず、そのまま現金化していたという。
- 1981年（昭和56年）には、当時サン・アドに所属していたコピーライターの仲畑貴志が企画立案した、子犬が京都の町中を駆け巡るCM「雨と子犬」が放映され、話題を呼んだ。このCMは、その年に開催されたカンヌ国際広告映画祭のCM部門で金賞に輝いている。このCMで流れている歌はビリーバンバンの菅原進がソロで歌った「琥珀色の日々」、撮影は宮川一夫。このCMに登場した子犬は撮影終了後CM関係者に引き取られ、天寿を全うした。
- 他にも、新聞広告では1983年（昭和58年）には、当時サントリーの宣伝部に在籍し、後に前出の仲畑貴志の弟子となった一倉宏がコピーと企画を担当した「トリスのおいしい町」の全7段のシリーズ広告が話題を呼んだ。
- 「Torys」の書体は発売当初から昭和40年頃まではやや筆記体だったが、昭和40年代前半はサンセリフ書体（ゴシック文字）、後半からしばらくはセリフ書体に変化していくが、次第に当初から使用された筆記体に戻された。しかし、2010年（平成22年）の「トリス〈エクストラ〉」は再びセリフ書体が使用されている。ちなみに、ボトルに今でも初代のサントリーのロゴが使用されている。

## ラインナップ
※ 2025年2月現在

### ブレンデッドウイスキー
- トリス<クラシック> 一般用（アルコール度数37%）
  - 180ml
  - 700ml
  - 1,800ml（ペットボトル）
  - 2,700ml（ペットボトル）
  - 4,000ml（ペットボトル）
- トリス<クラシック> 業務用（アルコール度数37%）
  - 5,000ml（ペットボトル）※サントリーの公式ホームページ上の製品情報には未掲載

### ハイボール缶
レギュラー品の「トリスハイボール缶」、および「トリスハイボール缶<濃いめ>」は350ml缶に加え、ロング缶の500ml（ただしキリッと濃いめはコンビニ専売）と、氷を入れて提供することを前提にアルコール度数を8%に設定した業務用の160ml缶が設定されており、そのほかのフレーバーは350ml缶のみの設定である。また、酒税法上は「リキュール(発泡性)①」に分類される。
- トリスハイボール缶（アルコール度数7%、レモン果汁・レモンスピリッツ使用）
- トリスハイボール缶 〈美味しい濃いめ〉（アルコール度数9%、レモン果汁・レモンスピリッツ使用）
- トリスレモンハイ（アルコール度数5％、レモン果汁・レモンスピリッツ使用）※2022年12月26日発売。2025年3月末を以って製造・出荷終了。
- トリスハイボール缶〈やわらか〉（アルコール度数4%、レモン果汁・レモンスピリッツ使用）※2025年4月22日発売。

### 販売終了品

#### ブレンディッドウイスキー

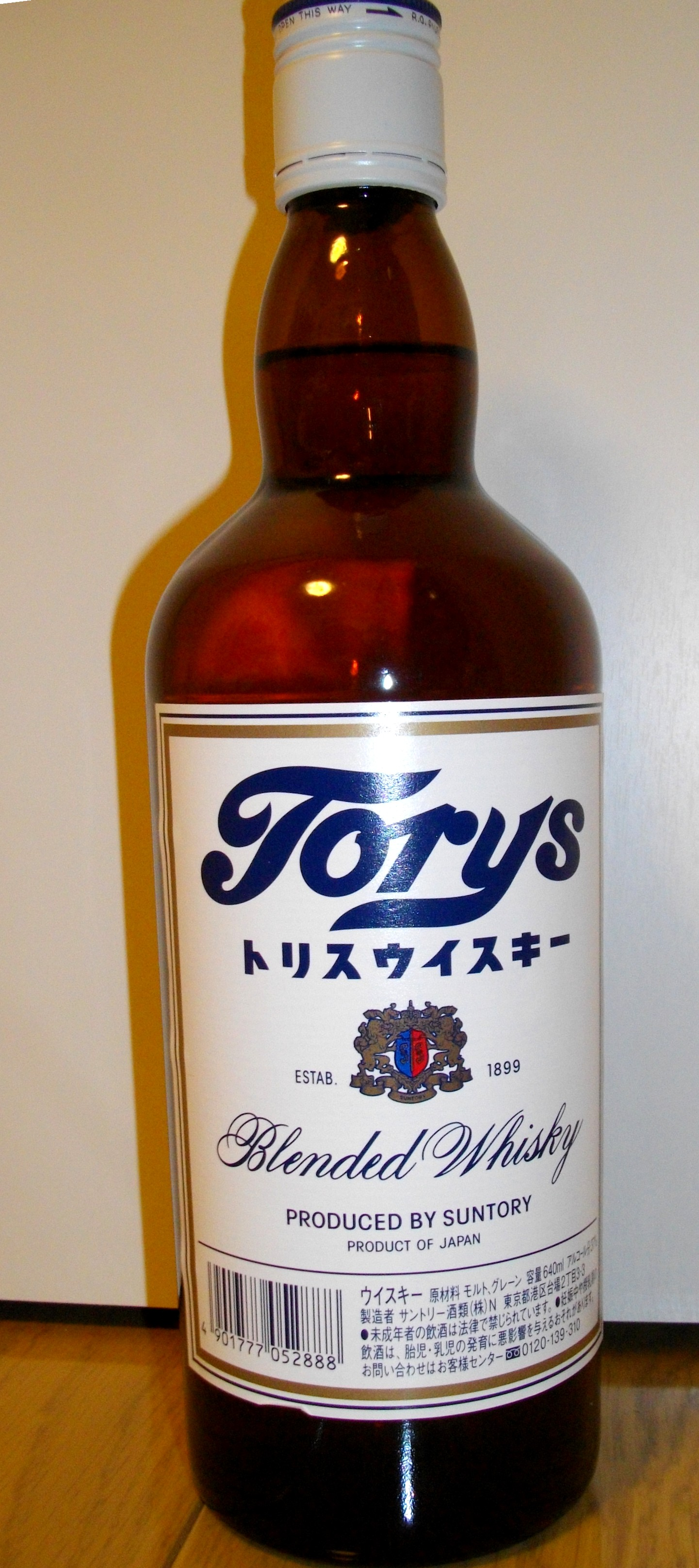
トリスウイスキー(640ml)

- トリスウイスキー（エクストラ発売に伴い販売終了）
  - 180ml（ポケット瓶）
  - 640ml
  - 1,920ml
- トリスウイスキー でかトリス（ブラック発売に伴い販売終了）
  - 2,700ml（ペットボトル）
  - 4,000ml（ペットボトル）
- トリスウイスキー ブラック（クラシック発売後も併売されていたが2016年3月を以って販売終了）
  - 640ml
  - 1,800ml（紙パック/2007年に販売終了）
  - 2,700ml（ペットボトル）
  - 4,000ml（ペットボトル）
- トリスウイスキー スクエア（ブラック発売後も併売されていたが2007年を以って販売終了）
  - 180ml（ポケット瓶）
  - 700ml
  - 1,800ml（ペットボトル）
  - 2,700ml（ペットボトル）
  - 4,000ml（ペットボトル）
- トリス<エクストラ>（アルコール度数40%。クラシック発売後もリニューアルを実施しつつ併売されていたが、後述する業務用専売の5,000ml大型ペットボトルを含め2024年3月を以て全て販売終了）
  - 180ml（ポケット瓶）
  - 300ml
  - 700ml
  - 1,800ml（ペットボトル）
  - 1,920ml（ペットボトル）
  - 2,700ml（ペットボトル）
  - 4,000ml（ペットボトル）
- トリス<エクストラ> 業務用（アルコール度数40%）
  - 5,000ml（ペットボトル）
- トリスクラシック<フルーティアロマ>（アルコール度数37%。2024年8月27日発売。期間限定商品）
  - 700ml

#### ハイボール缶
いずれも350ml缶のみ、酒税法上は「リキュール(発泡性)①」に分類される。
- トリスハイボール ジンジャー缶（アルコール度数5%）
アルコール度数を7%にアップした「トリスハイボール缶<DRYジンジャー>」、その後アルコール度数6％の「トリスハイボール缶<ジンジャーエールハイボール>」が後継製品。※期間限定品
- トリスハイボール 沖縄シークヮーサー缶（アルコール度数5%、シークヮーサー浸漬酒使用）※季節限定品
- トリスハイボール ハニー缶（アルコール度数3%、レモン浸漬酒使用）※期間限定品
- トリスハイボール パイン缶（アルコール度数5%、パイン果汁使用）※季節限定品
- トリスハイボール ぶどう缶（アルコール度数5%、ぶどう果汁使用）※季節限定品
- トリスハイボール 梅缶（アルコール度数5%、無果汁）※季節限定品
- トリスハイボール レモンスカッシュ缶（アルコール度数5%、レモン果汁使用）※季節限定品
- トリスハイボール缶<ラムネ味>（アルコール度数5%）※季節限定品
発売当初は「トリスハイボール ラムネ味缶」として発売。
- トリスハイボール缶<ゆず>（アルコール度数5%、ゆず浸漬酒使用）
発売当初は「トリスハイボール ゆず缶」として発売、数年のブランクを経て、2014年10月に改名・リニューアルした。※季節限定品
- トリスハイボール缶<香るゆず>（アルコール度数6%、ゆず浸漬酒・ゆず果汁使用）※冬季限定品
- トリスハイボール缶<ピールレモン>（アルコール度数6%）※全国のファミリーマート専売品（数量限定）
- トリスハイボール缶<コーラ>（アルコール度数7%、レモン浸漬酒使用）※季節限定品
発売当初は「トリスハイボール コーラ&レモン缶（アルコール度数5%、レモン浸漬酒使用）」として発売、2013年4月に「トリスハイボール コーラ缶」に改名し、2014年4月にパッケージをリニューアルして再発売、同年8月にアルコール度数をアップして再改名・リニューアルした。
- トリスハイボール缶<ビターオレンジ>（アルコール度数7%、オレンジ果汁使用）※季節限定品
- トリスハイボール缶<レモン&ライム>（アルコール度数6%、レモン浸漬酒・ライム果汁使用）※季節限定品
- トリスハイボール 瀬戸内いよかん缶（アルコール度数5%、いよかんスピリッツ使用）※瀬戸内エリア7県限定販売
- トリスハイボール缶<ガラナ味>（アルコール度数5%）※北海道限定販売
- トリスハイボール缶<瀬戸内キウイ>（アルコール度数5%、キウイ浸漬酒使用）※瀬戸内エリア7県限定販売
- トリスハイボール缶<鹿児島ボンタン>（アルコール度数5%、ボンタン浸漬酒）※九州地区限定販売
- トリスハイボール缶<三ヶ日みかん>（アルコール度数5%、みかん果汁使用）※東海・北陸地区限定販売
- トリスハイボール缶<瀬戸内すだち&レモン>（アルコール度数5%、レモン浸漬酒・すだち果汁使用）※瀬戸内エリア7県限定販売
- トリスハイボール缶<夜風のトニック>（アルコール度数6%）※全国のローソン、 およびナチュラルローソン専売品（数量限定）
- トリスハイボール缶<ゆず&レモン>（アルコール度数6％）※全国のイオングループ限定（数量限定）

#### ウイスキーリキュール
容量は300mlのみ、酒税法上は「リキュール」に分類される。
- トリススウィートティー（アルコール度数20%、「トリス<エクストラ>」に紅茶などを加えたリキュール）
- トリスハニー（アルコール度数20%、「トリス<エクストラ>」にレモンスピリッツや蜂蜜などを加えたリキュール）